# Jan V van Bretagne
Jan V van Bretagne (Vannes, 24 december 1389 – Nantes, 29 augustus 1442), bijgenaamd Jan de Wijze (Bretons: Yann ar Fur, Frans: Jean le Sage), was vanaf 1399 tot aan zijn dood hertog van Bretagne. Tijdens de Honderdjarige Oorlog slaagde hij erin om zijn hertogdom onafhankelijk te houden in het conflict.

## Biografie
Jan V werd op 24 december 1389 geboren als de oudste zoon van Jan IV van Bretagne en Johanna van Navarra. Toen hij negen was overleed zijn vader en werd hij de nieuwe hertog van Bretagne. Zijn moeder regeerde als regent over Bretagne totdat Jan meerderjarig zou worden. Jan sloot vrede met de Franse koning Karel VI en ter bezegeling van de vrede huwde hij met diens dochter Johanna van Valois. Ook wist hij vrede te sluiten met Olivier V de Clisson.

### Vroege regeringsjaren
Bij de invasie van Hendrik V van Engeland in Frankrijk stond Jan V aanvankelijk aan de zijde van de Fransen en zijn broer Arthur de Richemont vocht in de slag bij Azincourt waar hij werd gevangen genomen. In de nasleep van de slag slaagde Jan V erin om Saint-Malo op de Fransen te veroveren. In de komende jaren zou hij van partij blijven wisselen.
In de Bretonse Successieoorlog hadden de Montfoorts tegen de graven van Penthièvre gestreden om de heerschappij van Bretagne. In 1420 werd Jan V uitgenodigd voor een feest op Châtonceaux, maar hij werd door Olivier van Châtillon, de graaf van Penthièvre, en zijn moeder gevangen genomen. Hierop begonnen zij geruchten te verspreiden over zijn dood. De vrouw van Jan V, Johanna van Valois, riep haar vazallen bijeen en belegerde vervolgens elk kasteel van de familie. Nadat Johanna Margarita de Clisson, de moeder van graaf Olivier, had gevangen genomen kwam er een einde aan het conflict en kwam er een gevangenenruil tot stand en werd het land van Olivier geconfisqueerd.

### Franse en Engelse allianties

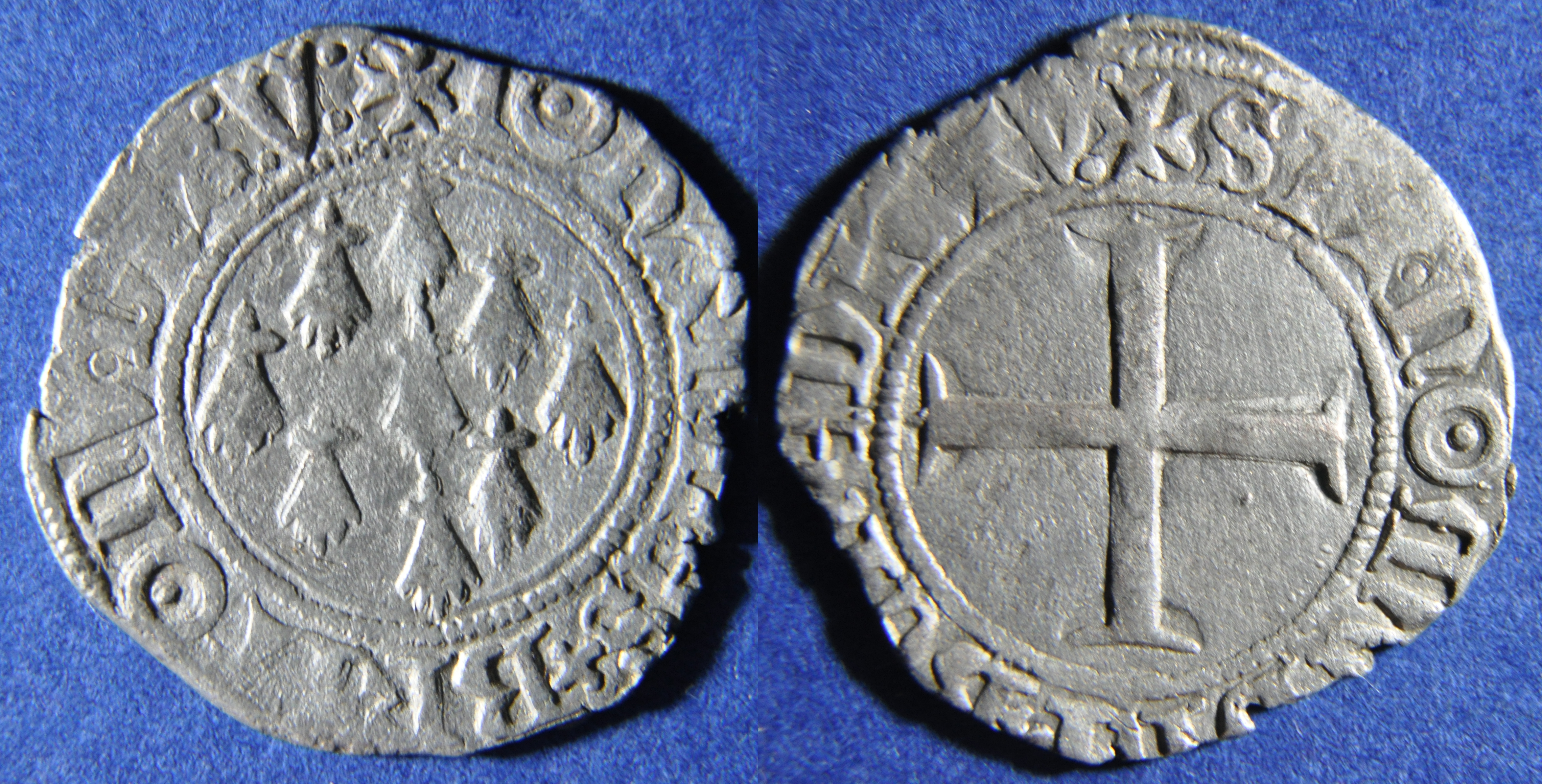
Een biljoenmunt geslagen te Vannes ten tijde van de regering van Jan V

Met behulp van zijn kundige adviseur Jean de Malestroit wist hij de positie van Bretagne te verstevigen gedurende de oorlog. Zo werd het leger hervormd en werden er diplomatieke en handelsrelaties aangeknoopt met de rest van West-Europa. Ook werd de Bretonse onafhankelijk verstrekt door het vastleggen van nieuwe kroonrituelen en het slaan van eigen gouden munten. Nadat de Engelsen in 1421 in de Slag bij Baugé werden verslagen zocht hij toenadering tot de Franse dauphin Karel. Deze alliantie kwam echter onderdruk te staan toen de Engelse koning zijn broer Arthur vrijliet. Deze wist hem te overtuigen om het verdrag van Troyes te tekenen waarin Hendrik V werd erkend als de rechtmatige koning van Frankrijk.
In 1423 werd er met het Verdrag van Amiens formeel de bondgenootschap gesloten tussen Bretagne, Engeland en Bourgondië. Ondertussen sloot hij heimelijk met Filips de Goede een verdrag om bondgenoten van elkaar te blijven als een van hen zich zou verzoenen met de dauphin. Al in 1425 werd de Frans-Bretonse alliantie gesloten in Saumur. Twee jaar later wisselde Jan V weer van zijde in het conflict. De Anglo-Bretonse relaties bleven onderdruk staan door de continue clashes tussen Engelse en Bretonse zeilers. In 1435 kwam er een einde aan de Anglo-Bourgondische alliantie met de vrede van Atrecht. Jan V bleef zijn neutraliteit bewaken tot aan zijn dood in 1442 toen hij werd opgevolgd door zijn zoon Frans.

## Huwelijk en kinderen

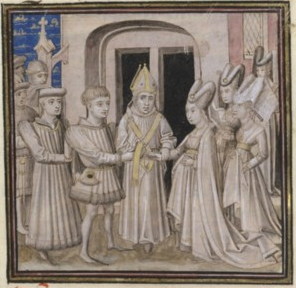
Huwelijk van Jan V van Bretagne met Johanna van Valois, 15de-eeuwse kroniek.

Jan V was gehuwd met Johanna van Valois en kreeg met haar zeven kinderen:
- Anne (1415-na 1419)
- Isabella (1411-1442), huwde met Gwijde XIV van Laval
- Margaretha (1412-1421)
- Frans (1414-1450), hertog van Bretagne
- Catherine (1416-na 1421)
- Peter (1418-1457), hertog van Bretagne
- Gillis (1420-145), heer Chantocé

## Voorouders
| Voorouders van Jan V van Bretagne | Voorouders van Jan V van Bretagne                                  | Voorouders van Jan V van Bretagne                                  | Voorouders van Jan V van Bretagne                                 | Voorouders van Jan V van Bretagne                                 | Voorouders van Jan V van Bretagne                                           | Voorouders van Jan V van Bretagne                                           | Voorouders van Jan V van Bretagne                                       | Voorouders van Jan V van Bretagne                                       |
| --------------------------------- | ------------------------------------------------------------------ | ------------------------------------------------------------------ | ----------------------------------------------------------------- | ----------------------------------------------------------------- | --------------------------------------------------------------------------- | --------------------------------------------------------------------------- | ----------------------------------------------------------------------- | ----------------------------------------------------------------------- |
| Overgrootouders                   | Arthur II van Bretagne (1261-1312) ∞ Yolande van Dreux (1263-1330) | Arthur II van Bretagne (1261-1312) ∞ Yolande van Dreux (1263-1330) | Lodewijk I van Nevers (?–1322) ∞ 1290 Johanna van Rethel (?-1328) | Lodewijk I van Nevers (?–1322) ∞ 1290 Johanna van Rethel (?-1328) | Filips III van Navarra (1306-1343) ∞1318 Johanna II van Navarra (1290-1315) | Filips III van Navarra (1306-1343) ∞1318 Johanna II van Navarra (1290-1315) | Jan II van Frankrijk (1319-1364) ∞ 1332 Bonne van Luxemburg (1315-1349) | Jan II van Frankrijk (1319-1364) ∞ 1332 Bonne van Luxemburg (1315-1349) |
| Grootouders                       | Jan van Montfort (1295-1345) ∞ Johanna van Vlaanderen (1295-1374)  | Jan van Montfort (1295-1345) ∞ Johanna van Vlaanderen (1295-1374)  | Jan van Montfort (1295-1345) ∞ Johanna van Vlaanderen (1295-1374) | Jan van Montfort (1295-1345) ∞ Johanna van Vlaanderen (1295-1374) | Karel II van Navarra (1332-1387) ∞1352 Johanna van Valois (1343-1373)       | Karel II van Navarra (1332-1387) ∞1352 Johanna van Valois (1343-1373)       | Karel II van Navarra (1332-1387) ∞1352 Johanna van Valois (1343-1373)   | Karel II van Navarra (1332-1387) ∞1352 Johanna van Valois (1343-1373)   |
| Ouders                            | Jan IV van Bretagne (1339-1399) ∞ Johanna van Navarra (1370-1437)  | Jan IV van Bretagne (1339-1399) ∞ Johanna van Navarra (1370-1437)  | Jan IV van Bretagne (1339-1399) ∞ Johanna van Navarra (1370-1437) | Jan IV van Bretagne (1339-1399) ∞ Johanna van Navarra (1370-1437) | Jan IV van Bretagne (1339-1399) ∞ Johanna van Navarra (1370-1437)           | Jan IV van Bretagne (1339-1399) ∞ Johanna van Navarra (1370-1437)           | Jan IV van Bretagne (1339-1399) ∞ Johanna van Navarra (1370-1437)       | Jan IV van Bretagne (1339-1399) ∞ Johanna van Navarra (1370-1437)       |
| Jan V van Bretagne (1389-1442)    |                                                                    |                                                                    |                                                                   |                                                                   |                                                                             |                                                                             |                                                                         |                                                                         |